# Agustín García-Gasco
Pour les articles homonymes, voir Agustín García (homonymie), García et Gasco.
Agustín García-Gasco y Vicente, né le 12 février 1931 à Corral de Almaguer près de Tolède et mort le 1er mai 2011 à Rome, est un cardinal espagnol, archevêque de Valence en Espagne de 1992 à 2009.

## Biographie

### Enfance et études
Agustín García-Gasco fait ses études de philosophie et de théologie au séminaire de Madrid-Alcalà. Il les reprit plus de 10 ans après son ordination sacerdotale, obtenant une maîtrise de théologie à l'Université de Comillas en 1969, un diplôme en sociologie industrielle et en relations humaines en 1970, un diplôme en sciences de l'entreprise en 1976 et un diplôme en éducation des adultes et en techniques d'éducation à distance en 1977.

### Prêtre
Ordonné prêtre le 26 mai 1956, il a tout de suite été nommé curé de Villamanta à Madrid. L'année suivante, il enseigne à l'école des « Cursillos de Cristiandad ». De 1958 à 1970, il est consultant de la « Comisaría de extensión cultural » du ministère de l'Éducation et des Sciences.
En parallèle, il est nommé curé du « Santísimo Cristo del Amor » de Madrid en 1964 et enseignant au séminaire de Madrid. 
En 1970, il est nommé curé de « Santiago » et de « San Juan Bautista », toujours à Madrid et membre du secrétariat national espagnol du clergé.
En 1979, il continue son ministère d'enseignant comme professeur à l'Institut de théologie San Dámaso.

### Évêque
Nommé évêque auxiliaire de Madrid le 20 mars 1985, il est consacré le 11 mai de la même année. Le pape Jean-Paul II le nomme ensuite archevêque de Valence le 24 juillet 1992. En juillet 2006, il a accueilli Benoît XVI dans son diocèse pour la Rencontre mondiale des familles. Il se retire le 8 janvier 2009
Au sein de la Conférence épiscopale espagnole, il est secrétaire général de 1988 à 1993, président de la Commission épiscopale pour les relations interconfessionnelles en 1996 et a président de la Commission épiscopale pour la doctrine de foi en avril 2007.
Au sein de la curie romaine, il a été élu membre en 1995 du comité de présidence du Conseil pontifical pour la famille, membre du Conseil de présidence de l'Association internationale du Latran et membre de la Congrégation pour le culte divin et la discipline des sacrements en 1996. Cette dernière nomination a été renouvelée en 2005.
Par ailleurs, il a été nommé en 1990 Président de l'Institut international de théologie à distance.

### Cardinal
Il a été créé cardinal par le pape Benoît XVI lors du consistoire du 24 novembre 2007 avec le titre de cardinal-prêtre de S. Marcello.
Le 12 juin 2008, il est nommé membre de la Congrégation pour le culte divin et la discipline des sacrements et du Conseil pontifical pour la famille.
Il meurt d'une crise cardiaque le 1er mai 2011 à Rome, alors qu'il devait se rendre à la cérémonie de béatification de Jean-Paul II.

## Succession apostolique
Agustín García-Gasco a ordonné les évêques suivants :
- Évêque Jesús Murgui (es) (1996)
- Évêque Jesús Catalá Ibáñez (es) (1996)
- Évêque Esteban Escudero (es) (2001)
- Évêque Juan Tomás Oliver Climent (es), O.F.M. (2004)
- Évêque Enrique Benavent Vidal (es) (2005)
- Évêque Salvador Giménez Valls (es) (2005)